# Subbia
La subbia è un particolare tipo di scalpello appuntito per la lavorazione del marmo o della pietra in generale.

## Caratteristiche
Di norma è costituita da una punta di acciaio temprato o widia piramidale o conica e di sezione quadrangolare è un attrezzo adatto a sgrossare la pietra con la tecnica dell'asporto di materiale. A seconda della misura e dell'affilatura si usa per sbozzare pietre o marmi di diversa durezza.